# 臭垂桉草
臭垂桉草（学名：Triumfetta tomentosa）为田麻科垂桉草屬下的一个种。